# مانويل ريوتر
مانويل ريوتر (بالألمانية: Manuel Reuter)‏ أو دي جاي مانيان (بالألمانية: Manuel Reuter)‏ وهو دي جاي ومنتج موسيقي ألماني ولد في يوم 9 يوليو 1978 في مدينة بون في ألمانيا وهو عضو في فرقة كاسكادا مع نتالي هورلر وفرقة أر آي أو مع يان بايفر. وهو أيضاً مالك شركة «تسجيلات زولاند»، وعضو في الفرقة الموسيقية الثنائية «تولاود». ساهم مانويل في إنتاج عدد من الأغاني المنفردة باستعمال عدة أسماء مستعارة. في الفترة من سبتمبر 2007 إلى سبتمبر 2013 ساهم في المشروع الموسيقي «سبنسر آند هيل» تحت الاسم المستعار «جوش هيل» بالاشتراك مع مانويل شليز ودينيس نيكولز، وفي نهاية 2013 أُعلِنَ انتهاء المشروع، لكنَّ الشراكة بين مانويل ريوترز ودينيس نيكولز استمرت في فرقة جديدة تحت مسمَّى «تولاود»، ولم يُعلَن عن أعضاء الفرقة الثنائية حينها، ولم تظهر ملامحهم في الفيديوهت الغنائية أو العروض الموسيقية لفترة طويلة. من أشهر الإغاني التي ساهم فيها: «هيفن» (2007، "Heaven")، «رايفرز فانتاسي» (2007، "Raver's Fantasy")، «ويلكم تو ذا كلب» (2009، "Welcome to the Club")، «دونت ستب ذا دانسينج» (2009، "Don't Stop the Dancing").

## روابط خارجية
- مانويل ريوتر على موقع ميوزك برينز (الإنجليزية)
- مانويل ريوتر على موقع ديسكوغز (الإنجليزية)